# Drabinka elektroinstalacyjna
Drabinka elektroinstalacyjna, Drabinka kablowa, Drabinka instalacyjna (ang. 	cable ladder) - podpora instalacyjna składająca się z szeregu poprzecznych elementów wsporczych, przymocowanych sztywno do głównych podłużnych członów nośnych.
Instalacje elektryczne wykonane na drabinkach należą do instalacji prowadzonych w zbiorczych ciągach instalacyjnych, w których są wykorzystane prefabrykowane elementy nośne i wsporcze. Drabinki kablowe zazwyczaj wykorzystywane są w instalacjach przemysłowych.

## Przykłady
- Drabinka kablowa DK firmy TK REM[4]